# Мікроцитоз
Термін «мікроцит» (mikros, грец. «маленький, низький») використовується в медицині для надмірно малих червонокрівців (еритроцитів).  Мікроцитоз - це технічний термін для означення появи дрібних еритроцитів у крові.  У разі мікроцитозу, середній об’єм еритроцитів (MCV) знижується до менше 80 фемтолітрів (фл) (нормальне значення для дорослих від 80 до 96 фл).  Якщо також існує анемія, вона називається мікроцитарною анемією.
Найбільш поширеною причиною мікроцитозу, є залізодефіцитна анемія, але він також спостерігається у разі браку міді та вітаміну В6.  Відомі також певні спадкові форми, як от: мала β-таласемія, різновид середземноморської анемії.  Мікроцитоз також, може виникати під час наявності портосистемного шунта та недостатнього рівня натрію.  У деяких азійських порід собак (акіта-іну, чау-чау, шар-пей, сіба-іну), мікроцитоз є фізіологічним.